# Marpha
Marpha – gaun wikas samiti w zachodniej części Nepalu w strefie Dhawalagiri w dystrykcie Mustang. Według nepalskiego spisu powszechnego z 2001 roku liczył on 338 gospodarstw domowych i 1550 mieszkańców (669 kobiet i 881 mężczyzn).